# Verena Sailer
Verena Sailer, nemška atletinja, * 16. oktober 1985, Illertissen, Zahodna Nemčija.
Nastopila je na poletnih olimpijskih igrah v letih 2008 in 2012 ter obakrat dosegla peto mesto v štafeti 4x100 m. Na svetovnih prvenstvih je v isti disciplini leta 2009 osvojila bronasto medaljo, na evropskih prvenstvih naslova prvakinje v teku na 100 m leta 2010 in v štafeti 4x100 m leta 2012, na evropskih dvoranskih prvenstvih pa dve bronasti medalji v teku na 60 m. 